# Tyrgils Knutssons ätt
Tyrgils Knutssons ätt är en konventionell nutida benämning på en  uradlig frälseätt från Västergötland som uppkallats efter den avrättade drotsen och marsken Tyrgils Knutsson. Ätten tros ha dött ut på 1300-talet.
Vapen: Ätten förde ett gult lejon på ginstyckad sköld i rött och blått

## Historia
Stefan Söderlind har i sin utredning Tyrgils Knutssons härkomst i Personhistorisk tidskrift 1952, redogjort för sina försök att klarlägga vilka olika familjeband Tyrgils Knutsson kan ha haft, och vad man tidigare har trott. Redan arkivmannen och genealogen Peder Månsson Utter (1566-1623), hänförde Tyrgils Knutsson till vad man förr kallade Folkungaätten och numera Bjälboätten i en ättledning som gick via Folke Filbyter som stamfader i åtta led till Tyrgils Knutsson via Ingevald, Folke den tjocke, Birger Brosa, med flera, en uppräkning som i stort följdes av Johannes Messenius (omkring 1579-1636) och Johan Peringskiöld (1654-1720), vilka sannolikt tolkade Tyrgils Knutssons sigill med ett stående lejon i ginstyckat fält, som snarlikt Bjälboättens med tre strömmar i ginbalk. Olof von Dalin (1708-1763) hänförde Tyrgils Knutsson till Trolleätten, för vilket han fick stöd av Carl Lagerbring (1751-1822) och Gabriel Anrep (1821-1907), men i mindre uträckning av Karl Henrik Karlsson (1856–1909) och Gustaf Elgenstierna (1871-1948) vilka ansåg att det danska dokumentet som placerade Tyrgils Knutsson bland Trollarna, samt utredningar baserade på denna text, inte var tillförlitligt. 
Senare historiker tror, i likhet med de tidigare, att Tyrgils Knutsson hade en nära släktskap med konungahuset, eftersom han utsågs till fadder åt hertig Valdemar Magnusson med vilken hans dotter Kristina gifte sig med, samt senare utsågs till rikets ledare. Tyrgils Knutssons döttrar bar dessutom samma namn, Kristina och Margareta, som två av Birger Brosas döttrar. Vidare tror man att han hade en anknytning till Västergötland, genom sina besittningar där, och varifrån han ger sin hustru morgongåva. Kung Birger Magnusson och hans bröder hertigarna Erik och Valdemar gästade honom på hans gård Aranäs 1304, och han fängslades 6 december 1305 på sin gård Lena i samma landskap. det har emellertid också framhållits att kopplingen till Västergötland bygger på Erikskrönikan och Östergötland är också nämnt som hans anknytning, med anledning av godsinnehav. 

### Vilka var Tyrgils Knutssons föräldrar?
Tyrgils Knutssons föräldrar är okända till namnet, men utgående från Tyrgils Knutssons första omnämnande 1283, troliga födelse före 1270, och hans patronymikon har man velat identifiera anfadern Knut (med okänt patronymikon) vilken möjligen var gift med en dotter till Sigtrygg Bengtsson (Boberg) och dennes hustru som var halvsyster till Birger Jarl. I källor från 1200-talet med namnet Knut förekommer åtminstone fem Knut, 2 med namnet Knut Dansson, 1 med namnet Knut Filipsson, 1 med namnet Knut Mattsson och 1 med namnet Knut Magnusson (lagman). De båda förstnämnda för titeln dominus och borde sålunda vara riddare, men ingenderas sigill verkar finnas bevarat. De förekommer i breven endast vid ett tillfälle i februari 1253. Den näst sist nämnda, Knut Magnusson, anses vara Tyrgils Knutssons brorson, och den sist nämnda, lågfrälse och levde ej under 1200-talet, varför den troligaste fadern är Knut Mattsson: 
Källäget kring Tyrgils Knutsson har än så länge erbjudit en utmaning, och redan Johannes Messenius skrev på 1600-talet att "Herr Knuts härstamning kan icke utredas". 
Hjalmar Linder har i De Svenske Lagmännens Ställning Till Konung Och Folk Till Och Med Ar 1347 uttryckt att han tror, att herr Knut (Mattsson) är Tyrgils Knutssons far, medan Stefan Söderlind uttrycker sig  (Tyrgils Knutssons härkomst) mer försiktigt: 
| ” | Knut Mattsson ligger ur bevisningens synpunkt bäst till; från hans vapen kunde ju verkligen Tyrgils Knutssons härröra. Båda förekommer dessutom som riksråd i september 1288....man kan väl ej alldeles avvisa möjligheten, att Knut Mattsson var Tyrgils Knutssons far, men det är icke möjligt, att på de angivna svaga grunderna bygga ett positivt omdöme. Personhistorisk tidskrift 1952, nr 1-2 | „ |

Utifrån hypotesen att Knut Matsson (Lejonbjälke) skulle vara Tyrgils Knutssons far, ett förslag som inte medeltidsgenealoger har tillbakavisat, kan en förmodad antavla uformas, vilken förutom ett arv av liknande vapen med lejon, dessutom uppvisar ett arv av drotsvärdigheten. Knut Matsson var gift med Ingeborg Ulfsdotter (Ulv), vars mor skall ha varit dotter till Karl Ingeborgasson Lejonbalk, och från vars ätt Lejonbalk, Knut Matsson kan ha tagit sitt vapen, om han inte ärvt det från sin far. Knut Matssons far är också okänd, men relevanta förslag vem han var finns: att han i likhet med Mats Törneson (Hjorthorn) skrivit sig till Säckestad lämnar nämligen en möjlighet till släktskap med denne, som tillhörde Hjorthorn, Törne Matssons ätt, en ätt av lagmän med ursprung från Närke. Knut Mattsson efterträder också Mats Törnesons bror Filip Törnesson (Hjorthorn) som lagman i Närkes lagsaga år 1292, något som ytterligare indikerar en koppling mellan honom och ätten Hjorthorn, Törne Matssons ätt, eftersom lagmansämbetet ofta gick i arv inom ätter, eller besläktade ätter, vid denna tid.

### Tyrgils Knutssons övriga släktingar
Söderlind lyfter i sammanhanget också fram Tyrgils knutssons relation till Fånötten och kaniken Folke Jonsson (Fånöätten)s roll, när marsk Tyrgils fängslades på sin gård Lena, och fördes till Stockholm, samt att Folke som testamentsexekutor kom över stora delar av Tyrgils Knutssons gods, vilket ledde till en arvstvist, där 1338 kung Magnus Eriksson bedömde Knut Magnusson, Södermanlands lagman Lars Ulfsson och fru Helena Gustavsdotter (Tyrgil Knutssons brorsons sondotter) vara rätta arvingar.
Vidare tror man att Tyrgils Knutsson hade två döttrar, Kristina som under en period var gift med hertig Valdemar Magnusson av Finland, och Margareta, död 1319, som var gift med Knut Folkasson (Algotssönernas ätt)
Senare började enligt Söderlind blickarna riktas mot fem personer, fyra med vapen som liknade Tyrgils Knutsson, och en kvinna som uppges vara släkt med honom:
1. Fru Ingeborg Ulfsdotter (Ulv) som kallade Tyrgils Knutsson för sin cognatus i ett brev den 1 december 1296. Hennes far var Ulf Karlsson (Ulv).
2. Riksrådet Karl Ulfsson till Ulvåsa har ett liknande vapen som Tyrgils Knutsson.
3. Västgätalagmannen Knut Magnusson. Han uppges »mycket sannolikt» eller t. o. m. »otvivelaktigt» vara Tyrgils Knutssons brorson. Hans far och Tyrgils Knutssons bror skulle vara herr Magnus Knutsson, som förekommer i ett diplom av år 1286. Hans sigill liknar också Tyrgils Knutssons. Vidare förekommer han i flera brev med Bengt Hafridsson ovan, och västgötalagmannen Gudmar Magnusson (Ulvåsaätten)s söner.
4. Västgätalagmannen Bengt Hafridsson har ett liknande vapen, och han är nämnd i Hafrid Sigtragsdotters testamente, daterat Baltak den 21 oktober 1286, där förutom herr Bengt nämns två barn till fru Hafrid, Kristina i Gudhem och Ringfrid, och där Magnus Knutsson (ovan) förekommer som sigillant.
5. I Äldre svenska frälsesläkter anges den ovan nämnda riddaren Magnus Knutsson som bror till Tyrgils Knutsson, alltså också en son till den okända Knut och riddaren (dominus) Magnus Knutsson beseglar 1286 en uppgörelse mellan Hafrid Sigtryggsdotter (Boberg) och hennes barn vilka förde ett lejon i skölden, genom  Hafrid Sigtryggsdotters testamente, utfärdat på Baltak i Vartofta härad 21 oktober 1286.[6]

Till de ovan av Söderlind uppräknade fem släktingarna, kan läggas Ramfrid Gustavsdotter (lejon), som förde ett lejon i vapnet, samt i sitt testamente, daterat 1302, kallar Tyrgils Knutsson sin släkting.
Äldre svenska frälsesläkter anger vidare tre söner till denne Magnus Knutsson:
1. Knut Magnusson (nämnd 1304-1339), riddare, riksråd, lagman
2. Gustav Magnusson (nämnd 1316-1320), riddare
3. Ragvald Magnusson

Giftet med Birgitta, känd genom makarnas gemensamma gravskrift i gråbrödraklostret (Riddarholmskyrkan) i Stockholm. Tyrgils gifte sig igen, någon gång efter 23 juli 1303 i Stockholm, med Hedvig, dotter av greve Otto III av Ravensberg och Hedvig av Lippe.